# Anne Sexton
Anne Sexton, pseudonimo di Anne Gray Harvey (Newton, 9 novembre 1928 – Weston, 4 ottobre 1974), è stata una scrittrice e poetessa statunitense, considerata, con Sylvia Plath, la pioniera della poesia confessionale.

## Biografia
Anne Sexton nasce come Anne Gray Harvey. Figlia di Ralph Harvey, un industriale di successo nel campo della lana, e di Mary Gray Staples. Anne crebbe nel confortevole ambiente della middle-class di Weston, Massachusetts, e al campo estivo di Squirrel Island nel Maine. Suo padre era un alcolizzato, e l'aspirazione letteraria della madre fu cancellata dalla famiglia.
Anne trovò presto scampo dalla propria famiglia poco accogliente in "Nana" (Anna Dingley), la sua giovane prozia che viveva con la famiglia durante l'adolescenza di Anne. La biografa di Anne, Diane Middlebrook, ipotizza un abuso sessuale da parte della famiglia durante la sua fanciullezza; Anne sentiva che i suoi genitori le erano ostili e temeva che potessero abbandonarla. La malattia della zia e il suo ricovero all'ospedale traumatizzarono Anne.
Ad Anne non piaceva la scuola (frequentò una scuola a Wayne, Michigan). La sua incapacità di concentrarsi e le occasionali disobbedienze spinsero gli insegnanti a insistere perché i genitori chiedessero un consulto psicologico, cosa che non fecero. Dopo la high school venne iscritta alla Garland School che era una scuola professionale dove, più che altro, si insegnava a diventare mogli e madri perfette. Anne non resistette in questa scuola e dopo un solo anno, alla fine del 1947, fuggì con Alfred Muller Sexton e lo sposò.
Trasferitasi a Boston, lavorò per un breve periodo alla Hart Agency come modella e nel 1953, dopo la nascita della figlia Linda e i primi segni della malattia mentale, si iscrisse al laboratorio di poesia del Boston Center for Adult Education. Responsabile del laboratorio era John Holmes, la cui posizione teorica era completamente contraria a quella di Sexton, e che, proprio per questo, ebbe per lei un ruolo fondamentale. Infatti fu proprio la sua critica negativa e la sua accanita opposizione a far comprendere ad Anne che il suo mondo poetico, pur essendo controcorrente, le apparteneva e a farle decidere quindi di continuare sulla strada intrapresa. Intanto, nel 1955, era nata Joyce, la seconda figlia.
Nel 1957, unitasi a numerosi gruppi di scrittura di Boston, venne a contatto con scrittori come Maxine Kumin, Robert Lowell, George Starbuck e Sylvia Plath. La sua poesia, nella quale utilizza gli stili più disparati e che ebbe larga attenzione da parte della critica e del pubblico, diventò così una parte centrale della sua vita. Nel 1959 Anne Sexton perse inaspettatamente la madre e il padre e la fine di questo rapporto, che era stato tanto difficile, portò nella mente della scrittrice ulteriori disagi. La poesia sembrava l'unica via per la stabilità, sebbene a volte le amicizie che fece attraverso la sua arte, che condussero anche a rapporti sessuali, fossero alquanto conturbanti.
Nel 1960 venne pubblicata la raccolta To Bedlam and Part Way Back, che ottenne buone recensioni, e le poesie  You, Doctor Martin, The Bells e The double image furono inserite in varie antologie. Proprio alla stregua di altri cosiddetti "poeti confessionali", come W. D. Snodgrass e Robert Lowell, Anne era capace di convincere i lettori che le poesie fossero un riflesso della propria vita; non solo la sua poesia era tecnicamente eccellente, ma era pienamente significativa per i lettori di quegli anni che avevano a che fare tutti i giorni con paure e angosce del genere. Nel 1962  pubblicò All My Pretty Ones. Le sue poesie erano così famose in Inghilterra che le Selected Poems furono pubblicate come selezione di poesie in Poetry Book Selection del 1964.
Nel 1967 Anne Sexton ricevette il Premio Pulitzer per la poesia con Live or Die (1966), aggiungendosi ai numerosi premi come il Frost Fellowship al Bread Loaf Writer's Conference (1959), il Radcliffe Institute Fellowship (1961), il Levinson Prize (1962), the American Academy of Arts and Letters traveling fellowship (1963), il Shelley Memorial Prize (1967), e fu invitata a tenere conferenze su Morris Gray a Harvard. A seguire un Guggenheim Fellowship, Ford Foundation grants e una cattedra alla Colgate University e alla Boston University.
La reputazione di Anne raggiunse l'apice con la pubblicazione di Love Poems (1969), una produzione off-Broadway della sua commedia Mercy Street (1969), e la pubblicazione di poemi in prosa in Transformations (1972). Chiaramente il suo lavoro più femminista, i pezzi di Transformations parlarono a diversi tipi di lettore. La voce di Sexton era ora meno confessionale e più attenta al sociale, più incline a guardare fuori dall'io poetico verso la vita reale. Nel 1963 partì per l'Europa, e nel 1966 fece con il marito un safari in Africa.
Nel 1970  aiutò il marito ad avviare un'impresa dopo la rottura con l'industria del padre. Anche a causa del terrore che provava per i lettori, Anne Sexton era pesantemente dipendente dalla terapia, psicofarmaci, dagli amici intimi - particolarmente Maxine Kumin e, poi, Lois Ames - e dagli amanti. Le continue cadute in depressione, gli improvvisi stadi di trance, e insieme i diversi tentativi di suicidio resero i suoi amici attenti e snervati. Infine, nel 1973 chiese al marito il divorzio e da allora si notò un declino nella salute e nella stabilità verso la solitudine, l'alcolismo e la depressione.
Allontanata da molti dei suoi amici più cari, Anne cominciò ad avere rapporti difficili con le sue stesse figlie che stavano crescendo. In più, molti lettori non apprezzarono le poesie religiose che stava cominciando a scrivere. Lei diventò nervosa verso la sua stessa poetica. I lettori l'avevano sempre terrorizzata, ma ora ingaggiò persino un gruppo Rock per dare risalto alle sue performance. Si sforzò di essere una donna di spettacolo, mentre le poesie le nascevano sempre più permeate di spiritualità. Nel 1972 pubblicò The Book of Folly e, nel 1974, The Death Notebooks dal titolo minaccioso. Più tardi quell'anno completò The Awful Rowing toward God, pubblicato postumo nel 1975. Divorziata, Anne era sola e così sembrava cercare compassione attraversando storielle d'amore.
Continuò intanto la terapia, dalla quale sembrava ricavare un po' di pace. Dopo le raccolte postume di poesie come 45 Mercy Street (1976) e Words for Dr. Y: Uncollected Poems with Three Stories (1978), tutte pubblicate a cura di Linda Gray Sexton, la pubblicazione delle poesie di Anne culminò in The Complete Poems del 1981. Anne Sexton scrisse anche importanti saggi sulla poesia e fece diversi acuti commenti in alcune interviste. Capì l'importanza dell'immaginario, il modo in cui chi scrive usa la realtà e l'immaginario insieme; e, come Wallace Stevens, vide la propria arte come "supreme fiction", il più alto appagamento dello scrittore.
Molti degli scritti di Anne furono sicuramente non autobiografici, malgrado il senso di realtà che li permea: la definizione delle sue poesie come "confessional" risultano fuorvianti. Usava la conoscenza che aveva dell'umano comportamento - spesso nel dolore, ma a volte nella gioia - per poesie in cui chi leggeva poteva immedesimarsi. Le sue taglienti metafore, i ritmi inaspettati nei suoi versi, e la sua abilità nell'includere una vasta gamma di significati nelle singole parole, hanno assicurato il successo di questa donna scrittrice. Sebbene relativamente breve, la sua carriera fu piena di successi, grazie alla sua riconosciuta arte.
Dopo diversi tentativi di suicidio, il 4 ottobre del 1974, anno del suo divorzio, Anne Sexton scese in garage e dopo aver acceso il motore della sua macchina si lasciò morire inalando il monossido di carbonio. È sepolta al Forest Hills Cemetery & Crematory a Jamaica Plain, Boston, Massachusetts.

## Malattia e carriera
Anne Sexton soffriva di disturbo bipolare, male contro cui ha combattuto per gran parte della sua vita. Il suo primo esaurimento nervoso risale al 1954. Dopo un secondo esaurimento nel 1955, incontrò un dottore al Glenside Hospital, che la incoraggiò a scrivere poesie, e a tenere corsi di scrittura. Dopo i corsi, la Sexton ebbe grande successo attraverso la sua poesia. Le sue opere furono pubblicate sul The New Yorker, Harper's Magazine e il Saturday Review.
La carriera di Anne Sexton fu ulteriormente incoraggiata dal suo mentore W. D. Snodgrass, le cui poesie la incoraggiarono a scrivere The Double Image, significativa dell'esperienza di comunicazione tra generazioni, come tra una madre e una figlia. Mentre lavorava con Holmes, la Sexton incontrò Maxine Kumin, con la quale restò in buoni rapporti per il resto della sua vita. La Kumin e Anne Sexton criticavano senza riserve i lavori l'una dell'altra e tuttavia scrissero in collaborazione quattro libri per bambini.
Anne frequentò anche, insieme a Sylvia Plath, un corso di poesia tenuto da Robert Lowell nel 1957. Sylvia e Anne restarono amiche, si stimavano professionalmente, anche se entrambe nutrivano una costruttiva rivalità professionale. Questa relazione viene esplicitata dalla Sexton nella poesia Sylvia's Death scritta dopo il suicidio della Plath. Più avanti, la stessa Sexton tenne corsi al Boston College, Oberlin College, e Colgate University.
Alla fine degli anni sessanta e inizio settanta, gli elementi di ossessione presenti nella malattia di Anne cominciarono a pesare maggiormente sulla sua carriera. Lei continuava tuttavia a scrivere, pubblicare e tenere reading. Collaborò inoltre con alcuni musicisti impegnati a tradurre in musica i suoi lavori.

## Tematiche
Anne Sexton è l'icona moderna della poesia confessionale. Fu ispirata dalla pubblicazione di W. D. Snodgrass Heart's Needle. Anne Sexton aiutò ad aprire le porte non solo alle poetesse, ma anche al riconoscimento dei diritti delle donne; scrisse a proposito di mestruazione, aborto, masturbazione e adulterio prima che temi come quelli fossero trattati da altri, ridefinendo così i confini della poesia stessa. Il titolo per la sua ottava raccolta, The Awful Rowing Toward God, le fu ispirato dall'incontro con un prete cattolico che, benché lei si rifiutasse di celebrare gli ultimi riti, le disse: "Dio è nella tua macchina da scrivere": questo diede alla poetessa il desiderio e la forza di volontà di continuare a vivere e scrivere ancora per un po' di tempo dopo quell'incontro.

## Omaggi
- Conrad Susa ha composto un'opera chiamata Transformations, basata sulla antologia omonima della Sexton.
- Il musicista britannico Peter Gabriel ha scritto una canzone, Mercy Street, dedicata alla Sexton nel 1986.

## Premi
- Audience magazine's annual poetry prize (1959)
- Poetry magazine's Levinson Prize (1962)
- National Book Award nomination for All My Pretty Ones (1963)
- American Academy of Arts and Letters' traveling fellowship (1963)
- Ford Foundation grant (1963)
- Shelley Memorial Prize for "Live or Die" (1967)
- Pulitzer Prize in poetry for Live or Die (1967)
- Guggenheim Foundation grant (1969)
- Tufts University's Doctor of Letters (1970)
- Crashaw Chair in Literature from Colgate University (1972)

## Opere
- To Bedlam and Part Way Back (1960)
- All My Pretty Ones (1962)
- Live or Die (1966) - Premio Pulitzer nel 1967
- Love Poems (1969)
- Transformations (1971) ISBN 0-618-08343-X (Trasformazioni, Milano, La nave di Teseo, 2023).
- The Book of Folly (1972) ISBN 0-395-14014-5 (Il libro della follia, Milano, La nave di Teseo, 2021).
- The Book of Miguel Flores' Dad (1972), ISBN 0-395-14014-5
- The Death Notebooks (1974)
- The Awful Rowing Towards God (1975; postumo)
- 45 Mercy Street (1976; postumo)
- Words for Dr. Y. (1978; postumo)

## Traduzioni italiane
- Poesie d'amore (1996) - Le lettere. A cura di Rosaria Lo Russo
- Poesie su Dio (2003) - Le lettere. A cura di Rosaria Lo Russo
- Anne Sexton. Una vita di Diane Wood Middlebrook (1998) - Le lettere, ISBN 88-7166-432-9.
- A Lettere scarlatte: poesia come stregoneria. Emily Dickinson, H(ilda) D(oolittle), Sylvia Plath, Anne Sexton, Robin Morgan, Adrienne Rich (e altre...) di Paola Zaccaria (1992) - Franco Angeli.
- La zavorra dell'eterno, a cura di C. Gamberi (2016) - Crocetti.
- Il libro della follia, La nave di Teseo, Milano, 2021, a cura di Rosaria Lo Russo, collana I venti. Poesia, ISBN 9788834606988.
- Trasformazioni, Milano, La nave di Teseo, 2023, a cura di Rosaria Lo Russo, collana I venti. Poesia, ISBN 9788834615287.